# Arno Stern
Arno Stern (ur. 23 czerwca 1924 w Kassel, zm. 30 czerwca 2024) – francuski pedagog urodzony w Niemczech. Badacz dziecięcej spontaniczności, zabawy i zagadnień ekspresji poprzez malarstwo oraz rysunek.

## Życiorys
Jest synem Marthy i Isidora Sternów. Urodził się na terenie Niemiec, ale od wczesnego dzieciństwa (1933) wychowywał się we Francji. Z uwagi na wiek (był cztery lata starszy od innych uczniów w klasie) i pochodzenie niemieckie był obiektem przemocy rówieśniczej w szkole. Podczas II wojny światowej rodzina kilkakrotnie zmieniała miejsce zamieszkania – najpierw przebywali w Montbéliard, potem w Valence, następnie na terenie Szwajcarii, a w końcu w obozach dla uchodźców. Po zakończeniu działań wojennych rodzina wróciła do Francji. 
Od 1946 pracował z dziećmi – najpierw w paryskim domu dla sierot wojennych, których rodziców deportowano (nie miał przygotowania naukowego do takiej pracy i głównie improwizował), a potem we własnym ateliar malarskim w Paryżu, gdzie od 1950 organizował tzw. warsztaty czwartkowe, na które przychodziło tygodniowo około 150 dzieci (czwartki były wówczas wolne od nauki szkolnej we Francji, a materiały malarskie i rysownicze były niezwykle trudno osiągalne). Odbył osiem podróży po Świecie, podczas których analizował treść rysunków dziecięcych powstających w różnych kulturach (także takich, gdzie nie istniało szkolnictwo i nigdy nie prowadzono zajęć z rysunku, czy malarstwa, a nawet w miejscach, gdzie dzieci miały możliwość malowania po raz pierwszy w życiu). Badał też twórczość dzieci we własnej pracowni. Uznał wówczas, że zabawa w malowanie jest dla dzieci niezwykle cennym doświadczeniem i może mieć decydujący wpływ na rozwój człowieka w okresie dziecięctwa. 
Swoje paryskie atelier (Closlieu, pol. zamknięte miejsce) na piętnaście osób uczynił ośrodkiem kształtowania własnej, praktycznej koncepcji. Powołał Instytut Arno Sterna, w którym badana jest głównie dziecięca spontaniczność. Podczas podróży i badań paryskich zauważył m.in., że większość dzieci przedstawiało w swoich dziełach bardzo zbliżoną tematykę i podobne obiekty. Ten fenomen przedstawiania nazwał formulacją (la Formulation). 

## Publikacje
Jest autorem publikacji dotyczących zakresu badań, jakie prowadzi. Na język polski przetłumaczono m.in.: Odkrywanie śladu. Czym jest zabawa malarska. Zainteresowany jest też zagadnieniami ludzkiej pamięci organicznej, o czym pisał w książce Antonin lub pamięć organiczna (Antonin ou la memoire organique).

## Rodzina
Jego synem jest André Stern, muzyk, kompozytor, lutnik gitarowy, pisarz i dziennikarz, który nigdy nie uczęszczał do szkoły powszechnej.